# USS Corry (DD-334)
Za druga plovila z istim imenom glejte USS Corry.
USS Corry (DD-334) je bil rušilec razreda Clemson v sestavi Vojne mornarice Združenih držav Amerike.
Rušilec je bil poimenovan po častniku Williamu Merrillu Corryju mlajšemu.

## Zgodovina
V skladu s Londonskim sporazumom o pomorski razorožitvi je bil rušilec 24. aprila 1930 izvzet iz aktivne službe in bil 18. oktobra istega leta prodan kot staro železo.